# Capnogryllacris signatifrons
Capnogryllacris signatifrons är en insektsart som först beskrevs av Jean Guillaume Audinet Serville 1838.  Capnogryllacris signatifrons ingår i släktet Capnogryllacris och familjen Gryllacrididae.

## Underarter
Arten delas in i följande underarter:
- C. s. kalimantani
- C. s. signatifrons
- C. s. raapi